# Бертел Торвалдсен
Бертел Торвалдсен (дан. Bertel Thorvaldsen; 1770 – 1844) је био дански вајар и аутор медаља који је стекао међународну славу почетком 19. века. Дуг период живота (1797-1838) провео је у Италији. Торвалдсен се родио у Копенхагену у радничкој породици. Примљен је на Данску краљевску академију уметности у узрасту од 11 година. Отац му је био дрводеља и Бертел је радио и учио се уз њега. На академији је добио многа признања и стипендију да образовање настави у Риму. У Риму, Торвалдсен је постао признати вајар и тамо је имао велики студио. Вајао је скулптуре у стилу неокласицизма. Имао је наручиоце широм Европе.
По повратку у Данску 1838, Торвалдсен је дочекан као национални херој. У центру Копенхагена је његов музеј у чијем дворишту је сахрањен. У своје време сматран је наследником Антонија Канове. 
Његови познати споменици су споменици Николи Копернику и Јозефу Поњатовском у Варшави и гробни споменик папи Пију VII у Базилици Светог Петра у Риму. 

## Торвалдсенова дела
- Христ у катедрали у Копенхагену
- Јасон и Златно руно, Торвалдсеново прво ремек дело
- Венера са јабуком
- Гробница папе Пија VII, Базилика Светог Петра у Риму
- Споменик Николи Копернику у Варшави